# دیوید نویس
دیوید نویس (پرتغالی: David Neves؛ ۱۴ مه ۱۹۳۸ – ۲۳ نوامبر ۱۹۹۴) کارگردان فیلم، روزنامه‌نگار، و فیلم‌نامه‌نویس اهل برزیل بود.
از فیلم‌ها یا مجموعه‌های تلویزیونی که وی در آن‌ها نقش داشته‌است، می‌توان به لوس دل فوئگو اشاره نمود.